# Corrib (gisement)
Le gisement gazier de la Corrib (Corrib gas field en anglais, Ghás Aiceanta na Coiribe en irlandais) est un gisement d'hydrocarbures, exploitable dans un premier temps pour son gaz naturel, situé à quelque 80 km au nord-ouest de la côte du comté de Mayo en Irlande au large de la péninsule Mullet.

## Description
Il a été découvert en 1996 et est le premier gisement exploitable en Irlande depuis le gisement gazier de Kinsale Head au large de Kinsale découvert en 1973. Le gaz repose à une profondeur de 355 m dans une région appelée Slyne Trough ; les réserves sont estimées à 30 millions de m³, c'est-à-dire 70 % des réserves du gisement de Kinsale. Le gaz naturel du gisement est très pur, issu d'un réservoir d'âge triasique, et est composé à 97 % de méthane / éthane.
Son exploitation a été confiée à Royal Dutch Shell (45 %), Statoil (36,5 %) et Vermilion Energy Trust (18,5 %) qui a racheté ses parts à Marathon Oil en juillet 2009. Il est prévu que le gaz sera transporté à terre par gazoduc vers la raffinerie de Bellinaboy. D'après les consultants économiques de Shell, la construction de la plate-forme en mer, du gazoduc et de la raffinerie vont créer 800 emplois temporaires et permettre d'impulser l'économie locale de Mayo à hauteur de 181 millions €. Quand la plate-forme sera opérationnelle, 55 ouvriers devraient y travailler. L'exploitation du gaz naturel, puis plus tard du pétrole, devrait rapporter plus de 420 milliards d'euros.
Les façons d'agir des compagnies exploitantes, surtout en ce qui concerne le chantier à terre, près du village de Rossport, ont provoqué une opposition considérable au niveau local comme national en Irlande. L'affaire des Rossport Five, cinq riverains emprisonnés en 2005 pour leur protestation, a été notamment très médiatisée. Le collectif Shell to Sea (Shell à la mer) a depuis été fondé pour réclamer le respect des droits de l'homme et de l'environnement, la transparence sur les agissements de l'entreprise, d'après eux inexistante, et la meilleure répartition des bénéfices générés par l'exploitation du gisement, qui d'après les accords actuels ne profiteraient pas ou très peu au peuple irlandais.

## Production
Shell annonce le 30 décembre 2015 que la production de gaz a débuté via 6 puits. Le gaz est ensuite acheminé jusqu'au terminal Bellanaboy Bridge Gas au nord-ouest du comté de Mayo où il est traité avant d’être transféré et délivré aux consommateurs irlandais par le réseau Gas Network Ireland (GNI).